# Tephritopyrgota sumatrana
Tephritopyrgota sumatrana är en tvåvingeart som beskrevs av Günther Enderlein 1942. Tephritopyrgota sumatrana ingår i släktet Tephritopyrgota och familjen Pyrgotidae. Inga underarter finns listade i Catalogue of Life.